# VARIATION SELECTOR-16
De VARIATION SELECTOR-16 (U+FE0F) is een teken uit de Unicode-karakterset dat de eigenschappen van het voorafgaande karakter wijzigt. Het meest voorkomende gebruik is bij emoji, waar een combinatie van een emoji-karakter met dit teken een grafische weergave, veelal met kleur afdwingt (op platformen die dit ondersteunen). Ook bij ZWJ-sequenties kan dit karakter gebruikt worden; als in een sequentie een van de karakters een standaardweergave als tekst kent, kan met het gebruik van U+FE0F afdwingen dat alle karakters grafisch worden weergegeven. Dit karakter is in 2002 toegevoegd aan de Unicode 3.2-standaard, en maakt sinds 2018 deel uit van de Emoji 11.0-standaard.
Dit karakter kent een tegenhanger, VARIATION SELECTOR-15, dat juist tekstweergave afdwingt.
Het karakter heeft geen effect op spatiëring of woordafbreking, het heeft alleen betrekking op het voorgaande karakter. In een ZWJ-sequentie komt bij gebruik dit teken als laatste in een sequentie.

## Voorbeelden

### Enkel karakter met VARIATION SELECTOR-16
- Sneeuwvlok: Zonder VARATION-SELECTOR-16: ❄ (U+2744), mét VARATION-SELECTOR-16: ❄️ (U+2744 U+FE0F)
- Eekhoorn: Zonder VARATION-SELECTOR-16: 🐿 (U+1F43F), mét VARATION-SELECTOR-16: 🐿️ (U+1F43F U+FE0F)

### ZWJ-sequentie met VARIATION SELECTOR-16
- Transgender-vlag sequentie: 🏳️‍⚧️ (U+1F3F3 U+FE0F U+200D U+26A7 U+FE0F, dus witte vlag 🏳️ + VARIATION SELECTOR + ZWJ +  transgender symbool ⚧️ + VARIATION SELECTOR)

## Codering

### Unicode
In Unicode vindt men de VARIATION SELECTOR-16 onder de code U+FE0F (hex).

### HTML
In HTML kan men de volgende code gebruiken: &#xFEOF;
De sneeuwvlok uit het voorbeeld ziet er dan als volgt uit: &#x2744;&#xFE0F;